# Lijst van schaakopeningen en varianten
Dit is een lijst van de meeste voorkomende schaakopeningen en openingsvarianten, dus ook die, welke nog geen artikel op Wikipedia kennen.

## 3
3-pionnengambiet

## A
Aangenomen damegambiet - 
Adamsgambiet - 
Alapingambiet - 
Albingambiet - 
Albintegengambiet - 
Aljechin - 
Aljechingambiet - 
Allgaiergambiet - 
Amerikaans gambiet - 
Amsterdamse opening - 
Anderssengambiet - 
Anti-Meranergambiet

## B
Balanelgambiet - 
Basmangambiet - 
Baurlegambiet - 
Beiersgambiet - 
Belgradogambiet - 
Bellongambiet - 
Ben-Oni - 
Ben-Onigambiet - 
Benkogambiet - 
Berlijnse verdediging op Spaans - 
Bernsteingambiet - 
Birminghamgambiet - 
Birdopening - 
Blackburnegambiet - 
Blackmar-Diemergambiet - 
Blumenfeld-tegengambiet - 
Boedapestgambiet - 
Boehnkegambiet - 
Bogoljoebovgambiet - 
Borg verdediging -
Botwinnikgambiet - 
Brentanogambiet - 
Breyergambiet - 
Bückergambiet - 
Bullockusgambiet - 
Buschgambiet

## C
Calabresengambiet - 
Cambridgegambiet - 
Canalgambiet - 
Carlsongambiet - 
Caro-Kann - 
Carogambiet - 
Catalaans - 
Catalaansgambiet - 
Chatardgambiet - 
Chepukaltesgambiet - 
Cholmovgambiet - 
Clemenzopening -
Cochranegambiet - 
Cordelgambiet - 
Cunninghamgambiet

## D
Damepionopening - 
Dame-Indisch - 
Damianoverdediging - 
Damianogambiet - 
Davenportgambiet - 
Deens gambiet - 
Deutzgambiet - 
Dilworthgambiet - 
Doughertygambiet - 
Duhmgambiet - 
Duyngambiet

## E
Engels - 
Englundgambiet - 
Ericsongambiet - 
Euwegambiet - 
Evansgambiet

## F
Fajarowiczgambiet - 
Falkbeertegengambiet - 
Flankspel - 
Flohrgambiet - 
Frans - 
Fredgambiet - 
Fried-Foxgambiet - 
Fromgambiet - 
Fuhrergambiet

## G
Gambiet - 
Gambieten in flankspelen - 
Gambieten in gesloten spelen - 
Gambieten in halfgesloten spelen - 
Gambieten in halfopen spelen - 
Gambieten in open spelen - 
Gambietvariant - 
Gesloten spel - 
Geweigerd damegambiet - 
Ghulamgambiet - 
Gianutiogambiet - 
Giuoco Pianissimo - 
Giuoco Piano - 
Gibbongambiet - 
Grecogambiet - 
Grobgambiet - 
Grünfeld-Indisch - 
Grunfeldgambiet - 
Gunderamgambiet - 
Gusevgambiet - 
Göringgambiet

## H
Halaszgambiet -
Halfgesloten spel -
Halfopen spel -
Hanhamopening -
Hansteingambiet -
Hartlaubgambiet -
Heingambiet -
Herrströmgambiet -
Hickmangambiet -
Hinrichsengambiet -
Hobbsgambiet -
Hollands -
Hollands gambiet -
Holthuisgambiet -
Hongaarse verdediging -
Hübschgambiet

## I
IJslandgambiet - 
Italiaans - 
Italiaans gambiet

## J
Jaenischgambiet (Spaans) -
Jaenischgambiet op c4 -
Janzengambiet -
Jeromegambiet

## K
Kádasgambiet - 
Kasparovgambiet - 
Kavalekgambiet - 
Keenegambiet - 
Keidanskygambiet - 
Kieseritzkygambiet - 
Klassiek damegambiet - 
Klüvergambiet - 
Koningspionopening - 
Konings-Indisch - 
Koningsfianchetto - 
Koningsgambiet - 
Kosticgambiet - 
Krausegambiet - 
Krogiusgambiet - 
Kuningambiet

## L
Labourdonnaisgambiet -
Lancgambiet -
Landstrassegambiet -
Lange draak -
Langegambiet -
Larsenopening -
Lemberg-tegengambiet -
Lemberggambiet -
Lettisch gambiet -
Lisitsjingambiet -
Lilienfischgambiet -
Lohngambiet -
Lolligambiet -
Lopergambiet -
Lopez Rousseaugambiet

## M
MacDonnellgambiet - 
Manhattangambiet - 
Mannheimgambiet - 
Marshallgambiet - 
Masongambiet - 
Matinovskygambiet - 
Mayetgambiet - 
Meybohmgambiet - 
Middengambiet - 
Miesesgambiet - 
Miesesopening - 
Mikenasgambiet - 
Milesgambiet - 
Milner-Barrygambiet - 
Morphygambiet - 
Morragambiet - 
Morrisgambiet - 
Mujannahgambiet - 
Muziogambiet

## N
Najdorfvariant - 
Nimzo-Indisch - 
Nimzo-Larsenaanval - 
Nimzowitschgambiet - 
Noagambiet - 
Noords gambiet - 
Nordwaldegambiet - 
Nowukunskigambiet

## O
O'Kellygambiet - 
Oberndorfergambiet - 
Olifantgambiet - 
Omahagambiet - 
Omegagambiet - 
Open spel - 
Orthoschnappgambiet - 
Oshimagambiet - 
Oud Indisch - 
Oxfordgambiet

## P
Panteldakis-tegengambiet -
Parijsgambiet - 
Pernaugambiet - 
Peruaans gambiet - 
Pfeiffergambiet - 
Philidor - 
Philidorgambiet - 
Piercegambiet - 
Pirc-verdediging - 
Poleriogambiet - 
Polugajewskigambiet - 
Ponzianiopening - 
Ponzianigambiet - 
Pools gambiet

## Q
Quadegambiet

## R
Rasa-Studiergambiet - 
Relfssongambiet - 
Ricegambiet - 
Ringelbachgambiet - 
Riogambiet - 
Romanishingambiet - 
Roschergambiet - 
Rosentretergambiet - 
Rossgambiet - 
Rubinsteingambiet - 
Ruisdonkgambiet - 
Russisch - 
Réti

## S
Sankt Georgegambiet - 
Sayewagambiet - 
Scandinavisch in de voorhand - 
Scandinavisch - 
Schalloppgambiet - 
Schara-Henniggambiet - 
Schifflergambiet - 
Schnitzlergambiet - 
Schots - 
Schots gambiet - 
Schulzgambiet - 
Siciliaans - 
Siciliaanse draak - 
Silberschmidtgambiet - 
Slavisch - 
Slavisch gambiet - 
Sokolskigambiet - 
Sollergambiet - 
Spaans - 
Spaans middengambiet - 
Spaans gambiet - 
Spielmanngambiet - 
Staffordgambiet - 
Stauntongambiet - 
Steinitzgambiet - 
Sørensengambiet (Midden) -
Sørensengambiet (Frans)

## T
Talgambiet - 
Tarrasch - 
Tarraschgambiet - 
Tennisongambiet - 
Ticulatgambiet - 
Traxlertegengambiet - 
Tschigoringambiet - 
Tübingergambiet

## U
Ulvestadgambiet - 
Ulyssesgambiet

## V
Van Geetopening -
Van 't Kruijs-opening - 
Vleugelgambiet -
Von Henniggambiet -
Vukovicgambiet

## W
Webergambiet - 
Weens - 
Weens gambiet - 
Williamsgambiet - 
Winawertegengambiet - 
Winckelmanngambiet

## Z
Zilbermintzgambiet - 
Zwitsers gambiet